# Fågelsta
Fågelsta – miejscowość (tätort) w Szwecji, w regionie administracyjnym (län) Östergötland, w gminie Motala.
Według danych Szwedzkiego Urzędu Statystycznego liczba ludności wyniosła: 293 (31 grudnia 2015), 291 (31 grudnia 2018) i 299 (31 grudnia 2019).